# Eisenhower's besøg
Eisenhower's besøg er en dansk ugerevy fra 1951 produceret af Socialdemokratens Filmtjeneste. Filmen rapporterer fra general Eisenhovers besøg i København.

## Handling
General Dwight D. Eisenhower, USA's senere præsident, er på besøg i Københan. Han ankommer til Københavns lufthavn 11. januar 1951, hvor han modtages af udenrigsminister Ole Bjørn Kraft og USA's ambassadør Eugenie Anderson. Efter overnatning på Hotel d'Angleterre er han i audiens på Amalienborg for at modtage elefantordenen og derefter til møde i udenrigsministeriet på Christiansborg.
Eisenhower var amerikansk præsident 1953-1961.

## Medvirkende
- Dwight D. Eisenhower